# Abrahám Bulharský
Abrahám Bulharský († 1. dubna 1229, Bulgar) byl křesťanský konvertita z Islámu, mučedník a světec.

## Život
Narodil se ve Volžském Bulharsku. Informace o jeho životě jsou velmi malé. Byl vychován v muslimské víře, kterou vyznávali jeho krajané. Byl bohatým a ušlechtilým obchodníkem ve městech Povolží. Pod vlivem komunikace s ruskými obchodníky, přijal pravoslaví a stal se aktivním misionářem. Byl to muž neobyčejně soucitný, milosrdný k potřebným a své bohatství rozdával chudým.
Když odešel podnikat do města Bulgar, kázal zde o křesťanství mezi krajany. Muslimové se vytrvale snažili, aby se vzdal víry v Krista, ale Abrahám byl pevný ve své víře. Když se dozvěděli, že není Rus, a že nepatří pod záštitu vladimírsko-suzdalského knížete, byl ihned zatčen. Když viděli Abrahámovu neústupnost i přes mučení, byl na břehu Volhy 1. dubna 1229 popraven mečem. Kroniky vypráví, že před popravou proklel Mohameda a bulharskou víru. Jeho tělo bylo pohřbeno ruskými obchodníky na křesťanském hřbitově v Bulharsku. Na místě jeho popravy vytryskl pramen, který léčil, a podle kroniky, prvním uzdraveným byl muslim.
Pravoslavní věřící ho uctívají jako svatého.